# Rudolf Stahl
Rudolf Stahl   (Darmstadt, 11 de febrer de 1912 - Groß-Gerau, 7 de juny de 1984) fou un jugador d'handbol alemany que va competir durant la dècada de 1930.
El 1936 va prendre part en els Jocs Olímpics de Berlín, on guanyà la medalla d'or en la competició d'handbol.
Amb el Polizeisportverein Darmstadt guanyà la lliga alemanya de 1934.